# Ulsted Mølle
Ulsted Mølle er en grundmuret hollandsk vindmølle med jordomgang og kælder, opført i 1860. Den ottekantede møllekrop er konstrueret af træ og beklædt med spån. Hatten er løgformet og beklædt med pap. Den krøjes manuelt med et spil, hvor krøjepælene er af granit med jernøjer, hvilket er meget sjældent forekommende. Vingerne har hækværk til sejl.

Møllen blev opført som kornmølle, og der er bevaret en del inventar, blandt andet kværne, sigter og en stenkran.

## Møllens historie
Arkiverne har oplysninger om en stubmølle i Ulsted i 1613. I 1802 var der registreret to vindmøller, hvoraf den ene lå lidt nordligere end den nu nedtagne mølle fra 1860. Den blev flyttet i 1880 og var i drift til 1953. På initiativ af møller N. P. Nielsen lykkedes det at bevare Ulsted Mølle med støtte fra Ulsted Borgerforening og økonomisk bistand fra Ulsted Sparekasse. I 1969 overdrog N. P. Nielsen Ulsted Mølle til den daværende Ulsted Kommune, og den blev ved kommunalreformen overdraget til Aalborg Kommune. Møllekroppen og den bærende konstruktion var efterhånden stærkt beskadiget på grund af vandskader, hvilket førte til beslutningen om at nedtage den i 2013.  Inventaret og brugbare dele af møllens trækonstruktion blev stillet i magasin med henblik på genanvendelse, til der kunne skaffes de nødvendige ca. 3 millioner kroner til genopførelse af møllen.  
Ulsted blev i 2017 overtaget af et lokalt Møllelaug, som fra 2017 til 2020 stod for møllens genopbygning, så møllen i dag står med helt ny møllekrop og vinger og er fuldt funktionsdygtig med ny kværn. Møllen er åben i sommerhalvåret onsdage fra 19 til 21, eller efter aftale med Ulsted Møllelaug.